# アモス・ダラゴン
「アモス・ダラゴン」は、フランス系カナダ人作家"ブリアン・ペロー"によって書かれたファンタジー小説のシリーズ。
北欧の神話をベースに、人間と神々の対立を描いた作品。
「アモス・ダラゴン」シリーズは、世界16ヶ国で出版されている。1作目「仮面を持つ者」の最初の英語訳は2009年6月に、Salariya Book Companyによって出版された。2作目「ブラハの鍵」以降の作品も同様。このシリーズは、15以上の言語に翻訳されている。

## あらすじ
はるか昔、世界は太陽と月、昼と夜、"善"と"悪"によって二分されていた。"善"と"悪"の神々は、地上を我が物にしようと、何世紀の間も死闘を繰り広げていた。対立が深まるにつれ、地上は争いに近づき、混沌が訪れようとしていた。
神々を生み出した至高の存在"白い貴婦人"は、この事態を憂い、12歳の少年"アモス・ダラゴン"に、特別な魔法の力を込めた"仮面"と、世界の平衡を取り戻す使命を与える。魔法の"仮面"を身に付け、"仮面を持つ者"となったアモスは、神々の謀略を止め、まだ手に入れていない"仮面"を見つける為、そして世界の平衡を取り戻す為に、旅をする事となる。
困難に見舞われながらも、"動物人間(オマニマル)"の少年"ベオルフ"や、"ドゴン族"の王女"ロリア"、"ゴルゴン族"の少女"メドゥーサ"といった仲間達と共に、使命を果たすべく、神々やその手下達と対立し、自らの役割について考えていく。

## 登場人物

### 主な旅の仲間
アモス・ダラゴン
オメイン王国に住む12歳の少年。母はフリヤ・ダラゴン、父はユルバン・ダラゴン。長い髪を三つ編みにし、狼の耳飾りをつけ、整った顔立ちをしている。優しく礼儀正しい少年で、義心にも厚い。また非常に賢く、頭がキレる為、後述の"仮面の力"に頼らずとも、大抵の問題なら解決してしまう力もある。
物語序盤、水の女王クリヴァンニアに"力の石"を託された事で、白い貴婦人から"仮面を持つ者"に任命され、"仮面を持つ者"としての使命を全うし、全ての"仮面"と"力の石"を集める為に、旅に出る事となる。
"仮面の力"によって、"風"、"火"、"水"、"土"の魔法の力を操る事が出来、旅の途中で"力の石"を集める毎に、力を強める事が出来る。
母と父を大切に思っており、二人が幸せな姿を見るのが彼にとっての幸せでもある。また、旅の途中で出会った仲間であるベオルフ、メドゥーサ、ロリア、マエルストロームとも、家族と同じくらいとても強い絆で結ばれている。
ベオルフ・ブロマンソン
"動物人間(オマニマル)"の少年。"熊族(ベオリット)"で、普段は人間の姿をしているが、熊に変身する事が出来る。父はエヴァン・ブロマンソン、母はハンナ・ブロマンソン(物語開始時には両方とも既に故人)。
ずんぐりした毛むくじゃらな身体と、繋がった太い眉が特徴。勇敢で正義感の強い性格だが、短気な上に、食べ物が絡むと見境が無くなってしまう。しかし、頭は悪くない為、時に周りが思いつかない提案をすることもある。
身体能力は人間状態でも十二分に高く、大きな体からは想像できないほど素早く動き、力も大人以上に強い。熊に変身すると、自慢の爪と怪力を使い、敵と対峙する。
物語序盤、アモスと知り合い、以後親友同士となり、運命を共にする。また、ゴルゴン族の少女"メドゥーサ"に恋しており、度々喧嘩しながらも、絆を深めていく。
メドゥーサ
"ゴルゴン族"の少女。"蛇族(ナーガ)"の"動物人間"カルマカスを父と呼んでいた。
他のゴルゴン族同様、緑色の肌と血のように赤い目、髪の毛の代わりに生えた蛇が特徴的だが、"海のゴルゴン"である為、"地上のゴルゴン"と違い美しく、緑色の肌は、海水に浸かると青白く変化する。
優しいが芯の強い少女で、度々ベオルフらと言い争う事もある。アモスやロリア程ではないが、状況を打開する為の、頭の回転も早い。
自らの赤い目で相手を見つめることで、相手を石にする事が出来る。また、大の大人にも引けを取らないほど力も強い。
物語序盤にてベオルフと出会い、一度はカルマカスに従って彼を裏切るものの、彼の真実の愛に気づき、以後彼を慕うようになる。また、アモスのことも強く信頼しており、ロリアとは出会ってすぐに親友同士となった。
本来、ゴルゴンはギリシャ神話の怪物。
ロリア
"ドゴン族"の王女。魔法使い。11歳。
漆黒の肌と、地面に届きそうなほどの三つ編みにした髪、王女然とした装飾品を身に付けている。
王女であった頃は、立場に相応しい毅然とした態度を見せていたが、アモス達の前や、旅をするようになってからは、お転婆で気の強い性格を見せるようになる。
腕力では他の面々に劣る一方、魔法や呪術に通じていて、神秘の力や知識によって、度々アモス達を助ける。
バロン・サムディによってクルというドラゴンに変身させられそうになっていたところを、アモス達によって救われる。以後、アモスに対して密かに恋心を抱いている。アモス、ベオルフとは出会って以降固い絆で結ばれている他、メドゥーサとも会ってすぐに意気投合し、親友同士となった。
マエルストローム
ドラゴン。ラグナロクの子。
ラグナロクの卵が孵化し、生まれた時には既に凶暴だったが、人間の心臓と取り替えることで、心優しく思いやりのあるドラゴンへと変わった。
アモス達を家族のように思っており、"兄ちゃん""姉ちゃん"と呼び、自分を育てたジェゼルの事を"父ちゃん"と呼び慕う。
子どもだが、戦闘能力は本物で、凶暴な怪物相手でも圧倒する。

### その他の登場人物
フリヤ・ダラゴン
アモスの母親。
ユルバン・ダラゴン
アモスの父親。
エドンフ
オメイン王国の領主。アモスらを苦しめている。
クリヴァンニア
人魚の女王。オメイン王国のほら穴の入江でアモスを”仮面を持つ者”として選び、亡くなった。
バルテレミー
ブラテル・ラ・グランドの騎士。オメイン王国から逃げてきたアモス一家を迎え入れる。
ヨーヌ
ブラテル・ラ・グランドの領主。不正な裁判でベオルフの両親を処刑するなどの恐怖政治を行う。
ジュノス
語り部をしている老人。実はタルカシスの森に迷い込み年を取った少年で、アモスの計らいにより若返って元の時代に戻ることができた。後にベリオンの王となりアモスに再会する。
泥んこマスタガン
タルカシスの森の最長老のドルイド僧。首からキノコが生えている。
グウェンファドリーユ
タルカシスの森の女王。
カルマカス
魔法使い。ゴルゴンを使ってブラテル・ラ・グランドを制圧しようとする。
メルテリュス
死者の町ブラハの最高判事。
コルリヨン
ブラハの町の副判事。
ガンハウス
ブラハの町の副判事。裏でセトと通じている。
ジェリク
メルテリュスの秘書。生前は泥棒をしており、ギロチンで首をはねられたため、首が胴体から離れている。裏ではガンハウスに協力している。
ウリエル
ガンハウスの兄。人を殺したことで地獄にいるが、セトに解放され、生前は学者だったと言ってカロンの船に乗り込む。
カロン
死の河ステュクスの渡し守。
アルキオン
ブラハの町の黒いエルフ。泥棒組合の頭目。
ウゴジル
アルキオンの部下。力は強いが、あまり頭は回らない。
サルティガン
髭を三つ編みにして首に巻いている老人。実は元ドラゴン・ハンターで、後にアモスとベオルフの師匠となる。
ヴェルブーク
先祖代々の城に住み、呪われた金貨の番人をしている公爵。
バンリー・ブロマンソン
ベオリットの村ユプスグランの村長で、ベオルフの父エヴァン・ブロマンソンの弟。
ヘルミック
ベオリットの戦士。通称”底なしヘルミック”で、底なしの欲望を持つ。
ゴイ・アズルソン
ベオリットの戦士。不細工な顔で体力自慢。カッソとは兄弟。
カッソ・アズルソン
ベオリットの航海士。華奢な体つきをしている。ゴイとは兄弟。
ピョートル・バイルソン
ベオリットの戦士。通称”大男のピョートル”。グリズリーという灰色の大きな熊に変身する種族の出身。
アルレ・ジルソン
ベオリットの戦士。通称”まさかりのアルレ”。気性の激しい戦士。
ルーサ・バガソン
ベオリットの戦士。通称”ヴァルキューリのルーサ”。ユプスグラン警備隊の中で唯一の女性。
ユロ・ウルソン
ベオリットの語り部。通称”ホラふきユロ”といい、臆病で話には嘘が多いとされる。
ジェゼル・ミックソン
ベオリットで、通称”イタチのジェゼル”。森に詳しく、後にマエルストロームの育ての親となる。
シュミル・ラプソン
ベオリットの船大工。通称”魔法の指のシュミル”。
青牙王ハラルド
西のヴァイキング島を治める王。
バヤガヤ
魔女。ロキからアモスとベオルフの殺害を命じられる。
フラッグ・マルタン・マック・エクラグレン
レプラホーンの長。空飛ぶ船のフラゴルフィエールを発明した。
赤蛇王ウルム
東のヴァイキング島を治める王。
グラムソン
溺れているところをアモスらに助けられ、船に乗ってきた横暴で傲慢な男。実は悪魔であり、生前に息子を殺したことで悪魔となった。
マグナス
水の力の守護神。
マルカス
土の力の守護神。
モルカス
火の力の守護神。
ミカス
気の力の守護神。
メカス
エーテルの力の守護神。
ネレ・グール
ヴォルフスタン村の村長。
アナクス・クリナクス・ジルナクス
塩の国の交渉人。実は塩作りの技術を国外に広めたいと考えており、アモスたちと取引をして仲間を国外逃亡させることを試みる。
クトゥビア・ベン・ギリース
アルナケシュの案内人の少年。町の慣習を知らないアモスたちがチップを払わないことに対して不満を抱く。後にアモスたちの旅の仲間となる。
エンメルカール
シュメール国の大司祭。エンキを信じない者を容赦なく殺害する。
ドリューサ
暗い海に住むゴルゴンの娘。メドゥーサが大人になっても醜くならない”海のゴルゴン”であることを伝える。
ミノー
アルナケシュでアモスに解放されたミノタウロス。旅の仲間となる。
バアル
地獄の第2の国の王。短剣を地上に持っていくようにアモスに依頼する。
アレクト、メガイラ、ティシポネ
タルタロスの番人をしているエリニュス3姉妹。
アエリグ
ペガサスの国の王女で、クジャク族の少女。
ザカリア
ブラテル・ラ・グランドの修道士。ザックと呼ばれる。古文書の研究をしている。
サトール
ケンタウロスの少女。
緑地王ワザリー
ワザリアの地を治めるヴァイキングの王。
ボルス、チューイン
蛇島に住む頭が2つの巨人。間の抜けた顔をしているのがボルスで、怖い顔をしているのがチューイン。
エオラキ・コーク
火の大陸の”仮面を持つ者”。
ファナ・ウジェ・イス
水の大陸の”仮面を持つ者”。
チェルレ・ヒエル
気の大陸の”仮面を持つ者”。

### 神々
白い貴婦人
至高の女神。必要な時には様々な姿を取ってアモスの前に現れる。
セト
嫉妬と裏切りの神。
バロン・サムディ
死をつかさどる神。
ロキ
火と不和の神。
フレイヤ
愛と豊穣の女神。
オーディン
ヴァイキングたちの神。ベオリットを創造した。
エンキ
他の神々を排除して唯一神となることを画策し、様々な災厄を起こす神。
ザリア・ザレニッツァ
あかつきをつかさどる女神。神としての力は弱く、セトの言いなりになっている。

## 作品リスト
日本で出版されたものについてのみ記述。全て株式会社竹書房から出版されている。なお、日本では出版されてない続編三部作「Le Sanctuaire des Braves」が存在する。
- 「アモス・ダラゴン 1 仮面を持つ者」ブリアン・ペロー[作] 高野 優[監訳] 野澤 真理子[訳]

- 「アモス・ダラゴン 2 ブラハの鍵」ブリアン・ペロー[作] 高野 優[監訳] 臼井 美子[訳]

- 「アモス・ダラゴン 3 神々の黄昏」ブリアン・ペロー[作] 高野 優[監訳] 橘 明美[訳]

- 「アモス・ダラゴン 4 フレイヤの呪い」ブリアン・ペロー[作] 高野 優[監訳] 宮澤 実穂[訳]

- 「アモス・ダラゴン 5 エル・バブの塔」ブリアン・ペロー[作] 高野 優[監訳] 河村 真紀子[訳]

- 「アモス・ダラゴン 6 エンキの怒り」ブリアン・ペロー[作] 高野 優[監訳] 荷見 明子[訳]

- 「アモス・ダラゴン 7 地獄の旅」ブリアン・ペロー[作] 高野 優[監訳] 野澤 真理子[訳]

- 「アモス・ダラゴン 8 ペガサスの国」ブリアン・ペロー[作] 高野 優[監訳] 臼井 美子[訳]

- 「アモス・ダラゴン 9 黄金の羊毛」ブリアン・ペロー[作] 高野 優[監訳] 橘 明美[訳]

- 「アモス・ダラゴン 10 ふたつの軍団」ブリアン・ペロー[作] 高野 優[監訳] 宮澤 実穂[訳]

- 「アモス・ダラゴン 11 エーテルの仮面」ブリアン・ペロー[作] 高野 優[監訳] 河村 真紀子[訳]

- 「アモス・ダラゴン 12 運命の部屋」ブリアン・ペロー[作] 高野 優[監訳] 荷見 明子[訳]

| スタブアイコン | サブスタブ | この項目は、まだ閲覧者の調べものの参照としては役立たない、文学に関連した書きかけの項目です。この項目を加筆・訂正などしてくださる協力者を求めています（P:文学、PJ:ライトノベル）。項目が小説家・作家の場合には{Writer-substub}を、文学作品以外の本・雑誌の場合には{Book-substub}を貼り付けてください。 |